# لارس فوكس
لارس فوكس (بالألمانية: Lars Fuchs)‏ (21 يونيو 1982 في ألمانيا - ) هو لاعب كرة قدم ألماني في مركز الوسط. لعب مع آينتراخت براونشفايغ وكارل زايس يينا ونادي أوسنابروك ونادي ماغديبورغ وهانوفر 96 وEintracht Braunschweig II ‏.

## وصلات خارجية
- لارس فوكس على موقع قاعدة بيانات كرة القدم.إي يو (الإنجليزية)
- لارس فوكس على موقع بيانات كرة القدم. دي إي (الألمانية)
- لارس فوكس على موقع عالم كرة القدم.نت (الإنجليزية)